# Board of European Students of Technology
Board of European Students of Technology (BEST; hrv. Bratstvo Europskih Studenata Tehnologije) je internacionalna neprofitna i nepolitička organizacija studenata tehničkih i tehnoloških sveučilišta. Od 1989. BEST promiče komunikaciju, suradnju i povezanost studenata diljem Europe. Više od 4800 aktivnih članova u 32 zemalje kroz 95 Lokalnih BEST grupa čine rastuću, dobro organiziranu, snažnu, mladu i inovativnu mrežu studenata.
BEST okuplja visoko motivirane studente tehnologije iz cijele Europe, a cilj organizacije je osposobiti ih za rad u međunarodnom okruženju kroz dodatnu edukaciju, uključivanje u izazovne projekte poput stručnih seminara, kulturnih razmjena, treninga, radionica te inženjerskih natjecanja.
BEST nastoji pomoći europskim studentima tehnologije da postanu međunarodno osvješteni, postizanjem boljeg razumijevanja europskih kultura i razvijanjem vještina za rad na međunarodnoj osnovi. BEST povezuje više od 500.000 europskih studenata.

## Povijest
Ideja o nastanku BEST-a rodila se u svibnju 1987.godine u Stockholmu (Švedska) za vrijeme Europske konferencije za studente fizike i matematike. Kao rezultat te koferencije odlučeno je da će se svakih šest mjeseci u nekoj drugoj državi organizirati Internacionalni tjedan (International week). Tijekom tog tjedna razvijala bi se interakcija između europskih studenata.
Drugi Internacionalni tjedan održao se u Grenobleu (ožujak 1988., Francuska). Na ovom su događanju sudjelovali, ne samo studenti fizike i matematike, već i studenti ostalih tehničkih i tehnoloških profila. Nakon skupa u Grenobleu, uslijedio je Internacionalni tjedan održan u Eindhovenu (Nizozemska). Međutim, prvi skup održan isključivo za BEST održan je u Berlinu (Njemačka) u travnju 1989. godine. U Berlinu je odlučeno da će se BEST sastojati od Upravnog Odbora, Generalne Skupštine i članova. Ovdje je donesen statut organizacije te je BEST registriran sa sjedištem u Grenobleu. Na tom su skupu sudjelovali delegati iz cijele Europe: Barcelone, Berlina, Bologne, Budimpešte, Eindhovena, Grenoblea, Helsinkija, Lisabona, Ljubljane, Londona, Paris, Stockholma, Trondheima, Torina, Beča, Varšave i Zuricha.
BEST je službeno osnovan u Berlinu s ciljem promicanja komunikacije i razmjene među europskim studentima tehnologije. U studenom 1990., na skupu u Budimpešti, iniciran je ljetni program u obliku dvotjednih seminara diljem cijele Europe. U ljeto 1991., 13 ljetnih seminara je počelo s radom. Unutar prve tri godine, taj je program bio podupiran TEMPUS programom Europske unije.
Rastom udruge i s pridruživanjem novih članovih, razvijali su se i novi projekti. Tijekom XIV. sjednice Generalne Skupštine u Tallinnu (Estonija) odlučeno je da bi se BEST trebao prijaviti, zajedno s CEASER Asocijacijom i SEFI, kako bi postavili H3E tematsku mrežu pod SOCRATES programom Europske komisije. Ova tematska mreža je službeno krenula s radom u rujnu 1996. godine kako bi se okrenuli budućem razvoju inženjerske edukacije. Zahvaljujući tome, H3E je prva tematska mreža gdje su studenti mogli sudjelovati kao jednaki partneri.
Tijekom XV. Sjednice u Belgiji, BEST je započeo partnerstvo s njemačkom studentskom organizacijom Bonding, priznavajući jedni drugima aktivnosti i tako postavio temeljni okvir za buduću suradnju. Od 2002. godine BEST surađuje s kanadskom studentskom organizacijom CFES, a od 2010. AEGEE (Association des États Généraux des Étudiants de l'Europe) postaje partner BEST-a.
2005. godine, nakon dugog procesa, internacionalna struktura BEST-a je kompletno promijenjena s ciljem poboljšanja efikasnosti te zbog nastanka lokalnih BEST grupa (LBG-a). Otad je mnogo toga učinjeno kako bi se osigurala održivost udruge: interno (IT odjel, uobičajena strategija promocije, sustav treninga), vanjsko (prijave za BEST-ove događaje, uključenost u obrazovanje) i financijski (partnerstva s tvrtkama). Konačno, 2007. godine na Sastanku predsjednika u Valladolidu, lokalne BEST grupe odlučile su imati univerzalnu sliku BEST-a.

## Aktivnosti
Cilj BEST-ovih aktivnosti je osigurati dodatnu edukaciju. Osim toga, BEST konstantno pokušava studentima osigurati pomoć u daljnjoj karijeri, povezujući ih s budućim poslodavcima.
BEST-ovi se događaji organiziraju tijekom cijele godine. Postoje sezonski događaji poput BEST-ovih seminara, BEST simpozij o edukacijskim pitanjima, BEST seminari za primijenjeno inženjerstvo i BEST-ovi neformalni događaji. Također, postoje lokalne, regionalne i finalne runde EBEC-a (European BEST Engineering Competition). Uza sve to, svaka lokalna BEST grupa organizira i lokalna događanja za studente vlastitog sveučilišta.

## BEST Seminari
BEST Seminari (BEST Courses) su jezgra BEST-ovih aktivnosti, i zapravo prva događanja koja je BEST organizirao. Svaka lokalna BEST grupa obično organizira minimalno jedan godišnje. 
Seminari traju 10 do 14 dana te spajaju studente tehničkih i tehnoloških fakulteta diljem Europe, kako bi zajedno učili o nekoj temi vezanoj uz tehnologiju ili poduzetništvo i karijeru. No, iako su obično teme atraktivne i inovativne, spajanje različitih tema u inženjerskoj edukaciji obično nije jedini cilj tih događanja. Jednako je važno pridonijeti proširivanju horizonata kao i upoznavanju i razumijevanju drugih kultura. BEST seminari su prilika studentima da dožive nešto drugačije i karakteristično, za malu cijenu.
Kvaliteta i otvorenost BEST seminara je ono po čemu se BEST razlikuje od ostalih internacionalnih studentskih udruga. Svatko se može prijaviti, bez potrebe da bude član BEST-a - na taj način BEST pruža uslugu ne samo svojim članovima, nego svim studentima tehničkih i tehnoloških fakulteta diljem Europe, na sveučilištima na kojima djeluje. Također, BEST seminari moraju zadovoljiti određene standarde kvalitete. Na primjer, od lokalne BEST grupe koja organizira seminar očekuje se da osigura prehranu, smještaj, troškove puta tijekom seminara, kulturne aktivnosti i svakako zanimljiv akademski program koji će se protezati tijekom cijelog seminara.
Sudionici seminara pohađaju predavanja koja drže sveučilišni profesori ili stručnjaci iz neke tvrtke čiji je rad usko vezan za temu seminara. Organizirani su i posjeti tvrtkama, industrijskim postrojenjima, centrima za istraživanje, a ponekad studije slučaja (case studies). Teme seminara uglavnom pokrivaju tehničko i tehnološko područje te ekonomiju, marketing i menadžment. Na kraju svakog seminara studenti izlaze na ispit kojim se provjeravaju rezultati seminara i procjenjuje uspjeh studenata. Broj seminara koji su priznati od strane sveučilišta je u porastu i sve češće studenti dobivaju dodatne ECTS bodove na matičnom sveučilištu nakon pohađanja seminara.

## BEST simpoziji o edukacijskim pitanjima
Simpoziji o edukacijskim pitanjima okupljaju studente inženjere, profesore i predstavnike tvrtki iz Europe u trajanju od oko 6 dana s ciljem procjene postojećih i pronalaženja novih metoda u inženjerskom visokom obrazovanju. Trenutno postoje dva tipa takvih događanja: BEST Symposia on Education (BSoE) i BEST Academics and Companies forum (BACo).

## BEST inženjerska natjecanja
BEST Inženjerska natjecanja (BEC) su događanja organizirana u suradnji s brojnim važnim europskim tvrtkama iz područja tehnologije. Najčešće tvrtke zadaju problem kojeg tim studenata treba riješiti koristeći svoja tehnička i druga znanja i vještine. Natjecanje uglavnom počinje treninzima, nakon čega slijedi nekoliko razina natjecanja. BEC koncept je složen tako da studentima omogućuje spajanje teorijskog i praktičnog znanja. Zbog toga, studenti imaju priliku nadopuniti svoje znanje, potaknuti kreativni način razmišljanja te sagledati problem s drugačijeg stajališta. Timovi se natječu u nekoliko kategorija: timski dizajn, studije slučaja, pregovaranje i debate.

## Neakademska događanja
BEST takoder organizira neakademska događanja, poput jedrenja, skijanja, ekstremnih sportova i sličnih. Za sudjelovanje na ovim događanjima potrebno je platiti veću kotizaciju, a predavanja nema.

## Interna događanja
Interna događanja su namijenjena isključivo članovima BEST-a, a uglavnom su usko vezana uz rad same udruge - od raznih radionica, treninga, sastanaka, kulturnih razmjena i sličnog, do sjednica Skupštine BEST-a.

## Lokalna događanja
Svaka lokalna BEST grupa može organizirati bilo koju od ovih aktivnosti na lokalnoj razini, u želji da BEST približi studentima svog sveučilišta. Također, lokalne BEST grupe studentima često nude takozvane sajmove poslova (job fair), pomažući tako studentima da lakše pronađu željeni posao i da se bolje pripreme za prvi razgovor.

## Struktura
BEST je podijeljen na tri razine: lokalnu, regionalnu i internacionalnu.
• Bazu BEST-a čine 95 LBG-a (lokalnih grupa) koji se nalaze na tehničkim i tehnološkim sveučilištima u 32 zemlje. Svaka lokalna grupa ima vlastiti Upravni odbor i organizira lokalne i internacionalne događaje.
• Organizacija je podijeljena na 11 regija, s ciljem osiguravanja bolje komunikacije između LBG-ja i internacionalne razine.
• Na posljednjoj razini nalazi se Internacionalni Upravni Odbor i komitiji (odbori) čija je obveza koordiniranje određenih područja djelovanja BEST-a.

## Upravni odbor
Internacionalni Upravni odbor BEST-a čini 6 članova, koji se biraju jednom godišnje na Sjednici Skupštine. Upravni odbor se sastoji od sljedećih funkcija:
- Predsjednik
- Tajnik
- Blagajnik
- Potpredsjednik za vanjske usluge
- Potpredsjednik za unutarnju podršku
- Potpredsjednik za podršku Lokalnim BEST grupama

## Committees
BEST radi kroz 6 odbora, takozvanih committee-ja, koji brinu za određena podružja i zadatke:
• Educational Committee (EduCo): brine za odnose BEST-a i institucija vezanih za obrazovanje u Europi te nadzire i pazi da simpoziji o edukaciji zadovoljavaju postavljene standarde
• External Event Committee (EEC): nadzire organizaciju eksternih događanja BEST-a, poput BEST seminara i Inženjerskih natjecanja te pazi da ona zadovoljavaju postavljene standarde
• Financial Team (finTeam): uspostavlja i održava suradnju BEST-a s tvrtkama i drugim institucijama
• Information Technology Committee (ITC): brine za sve aspekte informacijskih tehnologija, uključujući website
• Marketing Committee (markeTeam): stvara i unaprijeđuje marketing BEST-a

## Lokalne BEST grupe
Lokalna BEST grupa predstavlja udrugu koju čine članovi BEST-a koji studiraju na istom sveučilištu. Svaka Lokalna BEST grupa je odgovorna za aktivnosti BEST-a na svom Sveučilištu. Svaki LBG je neovisan od internacionalne razine, iako mora poštovati Statut BEST-a kao i ostala pravila koja jednako vrijede za sve Lokalne BEST grupe. Kao član BEST-a, svaki LBG mora organizirati minimalno jedan BEST-ov seminar godišnje, te promovirati aktivnosti BEST-a. Nakon što ispune taj jedan uvjet, Lokalne BEST grupe su slobodne organizirati koje god projekte žele, a koji su u skladu s ciljevima BEST-a. 

Primjer: LBG Zagreb
BEST je prisutan u 32 zemalje, na sljedećim sveučilištima:
• Austrija: TU Graz, TU Beč
• Belgija: ULB Brussels, Uni Brussels, Uni Ghent, UCL Louvain-la-Neuve, KU Leuven, Uni Liège
• Bugarska: TU Sofia
• Bosna i Hercegovina: University Džemal Bijedić of Mostar
• Češka: TU Brno
• Danska: Uni Aalborg, DTU Copenhagen
• Estonija: TU Tallinn
• Finska: Aalto University, TU Tampere
• Francuska: ENSAM Paris, INP Grenoble, INSA Lyon, INP Nancy, CentraleSupélec, École Polytechnique Paris, ENSTA Paris
• Grčka: NTU Athens, TU Crete/Chania, Uni Patras, AU Thessaloniki
• Hrvatska: Uni Zagreb
• Italija:TU Milan, Uni Federico II Naples, La Sapienza (Rim), Tor Vergata (Rim), TU Torino, University of Messina
• Island: Uni of Iceland Reykjavik
• Latvija: TU Riga
• Litva: TU Kaunas
• Mađarska: Budimpešta, UP Veszprém
• Makedonija: Uni Skopje
• Moldavija: Technical University of Moldova
• Nizozemska: Delft University of Technology
• Norveška: NTNU Trondheim
• Poljska: TU Kraków, TU Gdańsk, Silesian TU Gliwice, TU Łódź, TU Warsaw
• Portugal: New Uni Lisbon in Almada, Uni Coimbra, TU Lisbon, Uni Porto, University of the Algarve
• Rumunjska: Transylvania Uni Braşov, TU Bucharest, TU Cluj-Napoca, TU Iaşi, TU Timişoara
• Rusija: USTU Ekaterinburg, USURT Ekaterinburg, BMSTU Moskva
• Slovačka: STU Bratislava, TU Košice
• Slovenija: Uni Ljubljana, Uni Maribor
• Srbija: Uni Beograd, Uni Novi Sad, Uni Niš
• Španjolska: UPC Barcelona, Uni Carlos III Madrid, UPM Madrid, Uni Valladolid, Polytechnic University of Valencia
• Švedska: Chalmers Gothenburg, KTH Stockholm, Uni Uppsala
• Turska: Ege University, Middle East Technical University, TU Istanbul
• Ukrajina: TU Lviv, Uni Zaporizhzhya, National Technical University of Ukraine “Kyiv Polytechnic Institute”,Vinnytsia National Technical University

Regionalna podjela
Radi bolje komunikacije među lokalnim BEST grupama te između lokalnih BEST grupa i Upravnog odbora i committee-ja, LBG-evi su podijeljeni u 8 regija. Svaka regija ima svog regionalnog savjetnika (Regional Advisor), koji je predstavlja izravnu komunikaciju regije s odborima.
LBG Zagreb pripada Centralnoj regiji, zajedno s Bratislavom, Brnom, Budimpeštom, Grazom, Ljubljanom, Mariborom, Temišvarom, Veszpremom i Bečom.

## Partnerske organizacije
Kako bi unaprijedio vlastiti rad i aktivnosti, BEST službeno surađuje s četiri studentske organizacije:
- AEGEE | European Students' Forum (Europa, od 2010.)
- Bonding (Njemačka, od 1997.)
- Canadian Federation of Engineering Students (CFES) (Kanada, od 2002.)
- ESTIEM - European Students of Industrial Engineering and Management  Arhivirana inačica izvorne stranice od 17. studenoga 2018. (Wayback Machine) (Europa)

## Vanjske poveznice
- http://www.BEST.eu.org